# Buin-Zahrá megye
Buin-Zahrá megye (perzsául: شهرستان بوئیزهرا) Irán Kazvin tartománynak egyik déli megyéje az ország északi részén. Északon Kazvin megye, északkeleten Alborz megye, keleten Ábjek megye, délen a Markazi tartományban fekvő Zarandije megye, délnyugatról Ávadzs megye, nyugatról pedig Tákesztán megye határolják. Székhelye a 18 000 fős Buin-Zahrá városa. Második legnagyobb városa a 15 000 fős Szál. További városai még: Ardak és Daneszfáhán, Sagzábád. A megye lakossága 153 873 fő. A megye négy további kerületre oszlik: Központi kerület, Ramand kerület, Dasztábi kerület és Szál kerület.
Dzsalál Ál-e Ahmad, a híres 20. századi gondolkodó és író egy gyerekkorában a régióban tett utazásról készített leírásában (Tát-nesinhá-je Boluk-e Zahrá = A Zahrá körzet táti nomádjai, 1958/9) részletesen leírta a térséget. A megye ismert pisztáciatermelő vidék.
A megyében súlyos károkat okozott az 1962-es buin-zahrái földrengés és később a 2002-es buin-zahrái földrengés is.

## Fordítás
- Ez a szócikk részben vagy egészben  a   Buin Zahra County című angol Wikipédia-szócikk ezen változatának fordításán alapul.  Az eredeti cikk szerkesztőit annak laptörténete sorolja fel. Ez a jelzés csupán a megfogalmazás eredetét és a szerzői jogokat jelzi, nem szolgál a cikkben szereplő információk forrásmegjelöléseként.